# Вели, Эвагелиа
Евагелиа Вели (алб. Evagjelia Veli; род. 16 июля 1991, Фиери) — тяжелоатлетка из Албании, выступающая в категории до 53 кг. Чемпионка Европы 2022 года. Участница Олимпийских игр.

## Карьера
Евагелиа Вели родилась 16 июля 1991 года.
Евагелиа представляла Албанию на летних Олимпийских играх 2016 года в Рио-де-Жанейро в весовой категории до 53 кг. В первом виде соревнований — рывке — удачными оказались все три попытки. Лучшим поднятым весом оказались 75 килограммов. В толчке Евагелия начинала с веса 88 кг, но первая попытка оказалась неудачная. Во второй она перезаявила вес до 90 кг и успешно справилась, однако эта попытка оказалась единственной успешной во втором упражнении. Она заняла итоговое 8-е место с результатом 165 кг.
Евагелиа Вели выступила на чемпионате Европы 2016 в Фёрде в весовой категории до 53 кг и заняла пятое место. В следующем году на чемпионате Европы в Сплите она вновь выступала в категории 53 кг и заняла 4-е место.
Албанская тяжелоатлетка во время участия на чемпионате Европы 2018 года в Бухаресте сдала положительный допинг-тест на кленбутерол. При этом незадолго до чемпионата она получила стипендию МОК, что привело к скандалу. Через три года был пожизненно дисквалифицирован тренер сборной Албании из-за бездействия с борьбой с допингом в стране несмотря на обещания. Вели заявила, что она последнее время живёт и тренируется в Греции и больше не желает выступать за страну, к тому же Албания почти не вносит никакой вклад в развитие спортсменки, в том числе финансовый. Однако она была заявлена в категории до 55 кг от Албании на чемпионат Европы в Москве.
В апреле 2021 года на чемпионате Европы в Москве, албанская спортсменка заявилась в олимпийской весовой категории до 55 кг. Итогом такого выступления стало пятое место с результатом по сумме двух упражнений 194 килограмма и малая бронзовая медаль в рывке с весом на штанге 89 килограммов.
На чемпионате Европы 2022 года в Тиране, в категории до 55 килограммов, завоевала чемпионский титул с результатом 208 килограмм по сумме двух упражнений. 